# 張源德
张源德（9世纪—916年），五代十国人物，不知乡里，有人说他是晋人。
张源德年轻时在李克用属下，跟随李罕之以潞州叛投朱温。朱温建立后梁，张源德官至蔡州刺史。梁末帝贞明二年（916年），张源德守贝州，魏州归降李存勖，河北各州相继被李存勖攻占，只有贝州城坚，被围一有年余不下。后城中粮食将尽，部下劝出降晋军，张源德不从，于是被杀。